# New Era (Michigan)
New Era – wieś w Stanach Zjednoczonych, w stanie Michigan, w hrabstwie Oceana.